# Nadia Russo
Nadia (Nadejda) Russo-Bossie (17 juin 1901 - 22 janvier 1988) était une aviatrice militaire roumaine pendant la Seconde Guerre mondiale. Elle était membre de l'Escadrille blanche, une équipe de femmes aviatrices qui pilotaient des avions médicaux pendant la Seconde Guerre mondiale. La Roumanie était le seul pays au monde à autoriser les femmes à piloter des missions médicales pendant la guerre.

## Biographie
Elle est née Nadejda Brjozovska à Tver, en Russie, près de Moscou, en 1901. Son père était le général de cavalerie Evgheni Vasilievici Brjozovski (1857-1915) et sa mère était issue d'une vieille famille aristocratique. Elle devait devenir orpheline à l'adolescence.
Après le déclenchement de la Révolution bolchevique en 1917, elle et sa sœur parviennent à s'échapper d'une Russie en proie à la révolution avec l'aide des anciens compatriotes de son père et se réfugient en Bessarabie, qui fait alors partie du Royaume de Roumanie.
En 1925, elle épouse un riche propriétaire bessarabien, Alexandru (Saşa) Russo, qui est beaucoup plus âgé qu'elle. Le mariage ne dure que quelques années avant qu'ils ne se séparent et Nadia Russo part à Bucarest pour poursuivre des études d'infirmière, d'aviation et de beaux-arts.

### Années de vol
Nadia était seulement la neuvième personne en Roumanie à obtenir une licence de pilote. En 1937, elle s'arrange pour acheter son propre avion, un Bücker Bü 131. La moitié du prix d'achat a été payée par le ministère roumain de l'Air et l'autre moitié par une souscription publique.
Avec son avion personnel, Nadia a représenté la Roumanie avec succès. En 1938, elle a participé au Rallye de la Petite Antante, et a été la seule concurrente à parcourir les 4 000 kilomètres (presque 2 500 miles) seule, sans hôtesse de l'air. À la suite de cette performance, Le Roi Carol II lui a décerné l'Ordre « Vertu aéronautique » de la paix, la classe Croix d'or.
En 1938, alors que la menace d'un conflit grandit en Europe, Nadia est invitée à rejoindre une nouvelle équipe d'aviation, entièrement féminine, qui sera connue sous le nom d'Escadrille blanche. Les quatre autres femmes à se joindre à elle étaient Mariana Drăgescu, Virginia Thomas, Marina Știrbei, et Irina Burnaia (une autre pilote, Virginia Dutescu, était tombée malade, s'était retirée et n'avait plus jamais volé),.

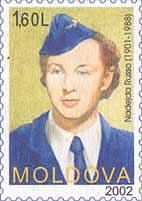
Timbre de la Moldavie.

Russo a beaucoup volé pendant la Campagne de Stalingrad. En 1943, elle se retire de l'escadron blanc, avant la fin de la guerre, pour des raisons de santé. Au cours de la guerre, les pilotes de l'« Escadrille blanche » ont sauvé la vie de plus de 1 500 soldats blessés sur le front,.